# Борхардт, Людвиг
Лю́двиг Бо́рхардт (нем. Ludwig Borchardt; 5 октября 1863, Берлин — 12 августа 1938, Париж) — немецкий египтолог, известный как «человек, открывший Нефертити».

## Биография
Родился в богатой еврейской семье, принявшей протестантизм ещё в XVII веке. Брат писателей Рудольфа Борхардта и Георга Борхардта.
Людвиг Борхардт изучал архитектуру и египтологию под руководством Адольфа Эрмана. После работы в области дорожного строительства он принял предложение Эрмана участвовать в спасении исторических ценностей из храма острова Филы, которому предстояло быть затопленным в результате строительства первой Асуанской плотины. Борхардту было поручено изучение фундамента храмового комплекса и надписей в самом храме.
По окончании работы на острове Филе Борхардт принял участие в составлении Генерального каталога экспонатов Египетского музея в Каире. Первая научная работа Борхардта, увидевшая свет в 1905 году, представляла собой каталог статуй и статуэток царей и простонародья. В дальнейшем, будучи членом Египетского комитета, он опубликовал «Очерки о немецких и других иностранных раскопках в Египте», подводящие итоги десяти лет раскопок археологических памятников.
В качестве эксперта Борхардт помогал германским музеям и частным коллекционерам пополнять свои собрания и способствовал созданию германского Папирускартеля (нем. Papyruskartell) — комиссии, контролирующей библиотечные и частные коллекции египетских древностей в Германии. Дом Борхардта на острове Замалек в Каире со временем превратился в научный центр, где собирались исследователи и учёные. В 1907 году в его доме открылся Немецкий институт египетских древностей.
В 1903 году Борхардт женился на Эмили (Мими) Коэн, дочери банкира Эдуарда Коэна, обеспечив тем самым своё финансовое положение. Он смог уделять больше времени египтологии и вести раскопки на собственные средства. Вскоре он начинает строительство «Немецкого дома» в Фивах, которое финансировало правительство Германии. «Немецкий дом» стал германским культурным центром в Египте. Однако затем отношения Борхардта с коллегами в Египте испортились. Вследствие конфликта с Гастоном Масперо, главным инспектором египетских древностей, он был отстранён от полевых работ, а позже обвинён в шпионаже и сумел возобновить раскопки только в 1911 году.

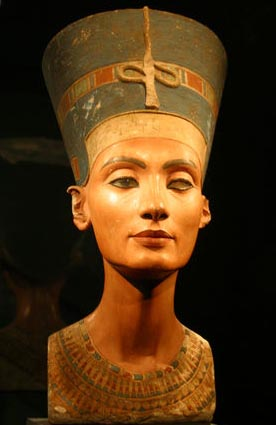
Бюст Нефертити, одна из самых известных находок Людвига Борхардта

При содействии Германского восточного общества (нем. Deutsche Orient-Gesellschaft) Борхардт начал раскопки в Эль-Амарне, где некогда располагался Ахетатон, столица Древнего Египта при Эхнатоне. В общей сложности были организованы четыре исследовательских сезона. 6 декабря 1912 года в ходе этих раскопок был обнаружен скульптурный портрет главной жены Эхнатона Нефертити. Наряду с ним в мастерской скульптора Тутмоса были обнаружены ещё свыше пятидесяти скульптур, изображавших самого Эхнатона и его приближённых, и гипсовые модели, на основе которых потом создавались каменные памятники.
В 1913 году бюст Нефертити, намеренно изуродованный наложенным гипсом, что заставило египетское правительство признать его малоценным, был вывезен в Германию. Вскоре началась Первая мировая война, и Борхардт был вынужден покинуть Египет. В 1915 году Немецкий институт египетских древностей в Каире был закрыт, и только в 1923 году Борхардту было предоставлено право вновь его открыть. В 1927 году его усилиями вновь открылся культурный центр в Фивах, но в отличие от довоенного периода масштаб раскопок, которые было позволено вести Борхардту, был сильно ограничен, и в 65 лет он ушёл с поста директора Института египетских древностей, через год ставшего филиалом Германского археологического института.
В 1931 году Борхардт основал частный исследовательский институт, финансируемый из средств жены. После Второй мировой войны это учреждение получит название Швейцарского института архитектуры и археологии Древнего Египта. После прихода к власти в Германии нацистов Борхардт оказался в опале из-за еврейского происхождения жены, вплоть до того, что ему был закрыт доступ в Немецкий дом в Фивах. Научные и личные контакты с коллегами в Германии также оказались разорваны.
Неизвестно, когда Борхардт покинул Египет. Он скончался 12 августа 1938 года в Париже (по некоторым источникам, в Цюрихе).